# چهار پادشاه آسمانی تاکدا
چهار پادشاه آسمانی تاکدا، تاکدا شینتننو (به ژاپنی: 武田四天王 たけだしてんのう)، همچنین به عنوان چهار ملازم تاکدا شناخته می‌شوند. یک اصطلاح است که به چهار تن از ملازمان ارشد ولایت کای در دوران تاکدا شینگن و تاکدا کاتسویوری، در آثاری مانند کویو گونکان گفته شده است. چهار پادشاه آسمانی تاکدا متأخر عبارتند از:
- بابا نوبوهارو
- نایتو ماساتویو
- یاماگاتا ماساکاگه
- کوساکا ماسانوبو

همه آنها ملازمان اصلی بودند که توسط شینگن منصوب شدند و در دوران اوج و سالهای بعد او فعال بودند اما از طبقات اجتماعی متفاوت بودند. نایتو ماساتویو و یاماگاتا ماساکاگه از خاندان‌های ثروتمند بودند اما بابا نوبوهارو از خاندانی فقیر و کوساکا ماسانوبو از خاندانی دهقان بود.
نایتو ماساتویو، یاماگاتا ماساکاگه و بابا نوبوهارو در نبرد ناگاشینو کشته شدند اما کوساکا ماسانوبو تا اواخر دوره کاتسویوری زنده ماند. کویو گونکان دوره مدرن جمع‌آوری شده است، گفته می‌شود که متن اصلی آن دیکته ماسانوبو بوده است.
همچنین، در سال‌های اولیه رهبری تاکدا نوبوتورا / شینگن، گفته می‌شود که چهار پادشاه آسمانی تاکدا اولیه به ایتاگاکی نوبوکاتا، آماری تورایاسو، اوبو توراماسا و اویامادا تورامیتسو اشاره دارد.